# Assemblage (vinologie)
De term assemblage wordt in de vinologie gebruikt om de vermenging, de montage van verschillende cépages of wijnrassen en van verschillende cru's of oogsten, beide vaak van verschillende jaren, aan te duiden.

## De assemblage van de champagne
Het overgrote deel van de verkochte flessen champagne valt in de categorie Brut Sans Année of "BSA".
Deze flessen zijn de visitekaartjes van de champagnehuizen. In de late 20e en 21e eeuw is een trend waar te nemen waarin de kenners worden voorzien van millésimées (champagne van druiven uit één enkel jaar) en wijnen van soms een enkele wijngaard. Champagne is in het algemeen géén vin de terroir zoals de bourgogne.
Een assemblage van wijnen van verschillende jaargangen is in Frankrijk alleen in de Appellation d'Origine Contrôlée Champagne toegestaan.
De champagne is gewoonlijk in de eerste plaats het product van de assembleurs en de keldermeesters. Bij de grote huizen worden de geoogste druiven uit soms wel veertig of vijftig gemeenten, van de rassen pinot noir, pinot meunier en chardonnay vermengd en aangevuld met zorgvuldig bewaarde wijnen uit de kelders van het huis, de réserve. Het assembleren van al deze wijnen tot een BSA die overeenkomt met de stijl en kwaliteit die de klant verwacht is de kunst van de assembleurs. Zij mengen de wijn uit grand cru, premier cru en andere gemeenten met elkaar. Er zijn huizen die alleen de tête de cuvée, de beste druiven verwerken terwijl anderen zowel de cuvée (eerste persing) als de taille (tweede persing) gebruiken.
De taille van de chardonnay kan rijker en minder zuur zijn dan de eerste persing. De tweede persing van de pinot noir en de pinot meunier is te rijk aan tannine om een champagne van hoge kwaliteit van te maken. Een champagne met daarin taille van blauwe druiven is hard en grof. Dat kan met veel suiker in de liqueur d'expédition worden gemaskeerd, maar met een dergelijk ingrediënt kan men geen goede brut champagne maken.
De most wordt in grote roestvrijstalen vaten of eiken vaten gelagerd en kan dan behalve de eerste alcoholische gisting ook de tweede malolactische of appelzure gisting ondergaan. De keldermeester kan het optreden van deze tweede, van nature in het voorjaar na de oogst optredende, gisting voorkomen door de wijn te koelen.
Soms beperken de huizen zich bij de assemblage en ontstaan bijzondere typen champagne. De flessen kunnen ook onder twee of meer van de hieronder genoemde categorieën vallen.
- Réserve, een assemblage van wijnen met de reserves uit de kelder
- Blanc de blancs, een witte wijn van witte druiven. Dat zijn altijd chardonnay.
- Blanc de noirs, een witte wijn van blauwe (de Fransen zeggen "zwarte") druiven pinot noir en pinot meunier
- Grand Cru, hierin zijn alleen druiven uit de grand cru-gemeenten verwerkt.
- Premier Cru, hierin zijn alleen druiven uit de premier cru-gemeenten verwerkt.
- Millésimé, een champagne van druiven uit één oogstjaar
- Rosé de Saignée, een met de saignéetechniek gewonnen rosé
- monocépage, een champagne van druiven uit één wijngaard
- Tête de Cuvée, alleen de beste druiven werden gebruikt.

Het is dus denkbaar dat een fles een "grand Cru, Tête de Cuvée, Blanc de Blancs Millésimé en een monocépage" is.

### Druiven en terroir

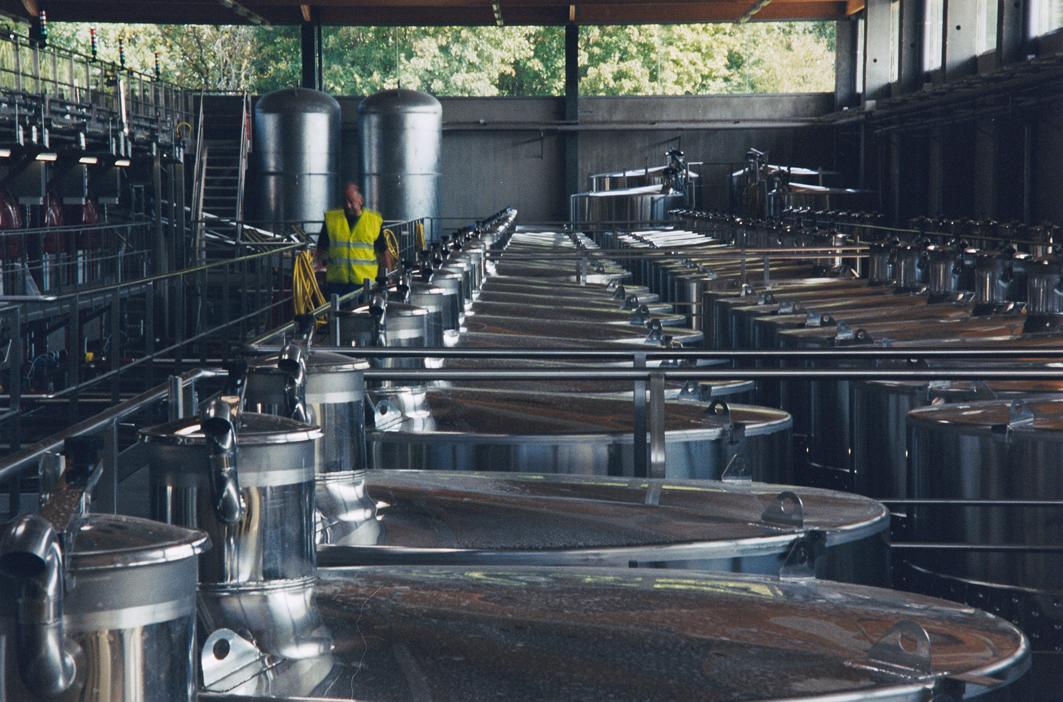
De voorraden van Moët & Chandon

Een standaard champagne, voor zover die bestaat, is een assemblage van:
40% pinot noir, voor karakter, vinositeit, viriliteit, structuur, fruit en vermogen om te rijpen.
40% pinot meunier, voor een fris en fruitig floraal aroma 
20% chardonnay, door de hogere zuurgraad zorgt deze druif voor elegantie, lichte tinten en verfijning.
De verschillende huizen variëren allemaal op dit thema.Hieronder staan drie uitersten: 
- De Brut Premier van Moët & Chandon, een "BSA" wordt in de meeste jaren geassembleerd uit 45% pinot meunier, 45% pinot noir en 10% chardonnay uit 200 gemeenten en verschillende jaren. Achter deze cijfers schuilt een complex industrieel proces waarbij wijn van verschillende jaren uit 800 grote roestvrijstalen tanks wordt vermengd om 25 miljoen flessen te vullen met champagne die onafhankelijk van het weer en de oogst steeds van goede kwaliteit is.
- De kostbare cuvée de prestige van Moët &Chandon, de Dom Pérignon bestaat uit zorgvuldig geassembleerde pinot noir en chardonnay uit tientallen gemeenten. De gebruikte pinot noir-druiven komen uit zeven grand cru-wijngaarden in de gemeenten Ay, Bouzy en Verzenay. De chardonnay komt uit Cramant, waar de druiven een bijzonder karaktervolle, vineuze en verfijnde wijn opleveren, en de premier cru-wijngaard in Hautvillers. De assembleurs geven de voorkeur aan druiven van gemiddeld veertig jaar oude wijnstokken. Ondanks de hoge kwaliteitseisen produceert men ieder jaar ongeveer 2 miljoen flessen Dom Pérignon.
- Het huis Billecart-Salmon produceert de Billecart-Salmon Le Clos Saint Hilaire Blanc de Noirs Brut van de gelijknamige wijngaard in Mareuil-sur-Ay die in 1964 met wijnstokken van het ras pinot noir werd beplant. Sinds 1995 levert de wijngaard van 94 are ieder jaar 3500 tot 7000 flessen van deze monocépage van blanc de noirs op.

### Vakmanschap envinificatie
De assemblage in het voorjaar na de oogst is hooggespecialiseerd werk en er hangt veel van af. De stille wijn wordt uitgebreid getest in laboratoria. De assembleurs moeten een mengsel durven maken dat niet op dat moment goed smaakt maar een mengsel waarvan zij verwachten dat het over 16 maanden (de minimumperiode in de kelders) of drie jaar hun ideaal zal benaderen. De wijn van de drie verschillende druivenrassen ondergaat een verschillende rijping waarbij de pinot meunier, die fruit en frisheid geeft en in de Champagne veel beter gedijt dan de andere druiven, niet bijdraagt aan de harmonische rijping.
Na de assemblage wordt de wijn met een liqueur de tirage waarin gist is verwerkt gebotteld. In de fles ondergaat de wijn een tweede of derde gisting, de "prise de mousse". Pas wanneer de fles ten minste anderhalf jaar op gist heeft gerust, zal door de dosage suiker in de liqueur d'expédition worden bepaald of de champagne extra brut, brut, sec of doux is.

## Midden Europa
In Hongarije en Kroatië wordt met de term cuvee die wijn aangeduid, die is samengesteld uit twee of meer apart gemaakte wijnen van dezelfde kleur, dus een assemblage-wijn. Als al bij de oogst de druiven van verschillende rassen van dezelfde kleur worden samengevoegd voor de gisting, heet de wijn vegyes bor of 'gemengde wijn'. 
Als er druiven van verschillende kleur worden gemengd spreekt men soms van Schiller of siller, maar deze term wordt ook gebruikt voor wijn gemaakt van rode/blauwe druiven, die enkele dagen op de schil hebben gegist, dus langer als nodig voor de productie van roséwijn, maar aanzienlijk korter als bij de productie van rode wijn.
Roséwijnen kunnen worden gemaakt van slechts een blauw druivenras, maar ook worden geproduceerd als assemblagewijn, bijvoorbeeld als een combinatie van Blaufränkisch en Merlot of Cabernet Sauvignon.